# آنتونیو لیتائو
آنتونیو لیتائو (پرتغالی: António Leitão؛ ۲۲ ژوئیه ۱۹۶۰ – ۱۸ مارس ۲۰۱۲) دونده اهل پرتغال بود.
وی در مسابقات کشوری و بین‌المللی در مجموع برندهٔ ۱ مدال برنز شده‌است.